# Дом.рф
Акционерное общество «ДОМ.РФ» (АО «ДОМ.РФ») — финансовый институт развития в жилищной сфере России.
Создан в 1997 году под названием «Агентство ипотечного жилищного кредитования» постановлением Правительства РФ для содействия проведению государственной жилищной политики. Сто процентов акций АО «ДОМ.РФ» принадлежит государству в лице Федерального агентства по управлению государственным имуществом (Росимущество).
Компания «ДОМ.РФ» является оператором ряда государственных программ поддержки, запущенных по поручению Президента РФ. Это «Льготная ипотека», «Семейная ипотека», «Дальневосточная ипотека», «Ипотека для ИТ-специалистов», государственная программа выплат многодетным семьям на погашение ипотеки. Институт развития реализует проекты формирования комфортной городской среды в регионах, ведет работу по разработке мастер-планов городов. Дом.рф осуществляет деятельность на основании 225-ФЗ «О содействии развитию и повышению эффективности управления в жилищной сфере и о внесении изменений в отдельные законодательные акты Российской Федерации».
Чистая прибыль АО «ДОМ.РФ» по МСФО за 2020 год составила 26,3 млрд рублей, увеличившись на 6,0 млрд рублей, или 29,4 % по отношению к 2019 году. Рентабельность собственных средств — 16,8 %. Чистая прибыль АО «ДОМ.РФ» по МСФО за 2022 год составила 30,2 млрд рублей.
В структуру АО «ДОМ.РФ» входят универсальный ипотечно-строительный банк — Банк Дом.рф и Фонд Дом.рф.

## История
В 1997 году в соответствии с постановлением Правительства РФ было создано ОАО «Агентство по ипотечному жилищному кредитованию» (АИЖК). Деятельность агентства была нацелена на обеспечение ликвидности национальных коммерческих банков, выдающих займы гражданам на долгосрочной основе для покупки жилья.
В январе 2003 года АИЖК было включено в список 18 стратегических приоритетных компаний с государственным участием.
В августе 2015 года АИЖК сменило форму собственности на АО. В том же году был подписан федеральный закон № 225-ФЗ «О содействии развитию и повышению эффективности управления в жилищной сфере и о внесении изменений в отдельные законодательные акты Российской Федерации», в соответствии с которым на базе АИЖК создан единый институт развития в жилищной сфере. В состав единого института развития в жилищной сфере на базе АИЖК вошли дочерние компании АИЖК — Агентство финансирования жилищного строительства (АФЖС), Страховая компания АИЖК, а также Фонд содействия развитию жилищного строительства (Фонд РЖС).
В феврале 2016 года наблюдательный совет АИЖК утвердил стратегию развития Единого института развития в жилищной сфере на 2016—2020 годы. Стратегия определила основные направления деятельности института, а именно: обеспечение застройщиков земельными ресурсами, предоставление гарантий по кредитам застройщикам, развитие рынка арендного жилья за счёт коллективных инвестиций, развитие ипотечного рынка.
В 2016 году по поручению Правительства РФ создана Некоммерческая организация «Фонд единого института развития в жилищной сфере». 30 ноября 2017 года наблюдательным советом утверждена обновлённая стратегия развития единого института развития в жилищной сфере, которая предусматривает интеграцию банка «Российский Капитал».
В декабре 2017 года АИЖК стало акционером банка «Российский капитал»: 100 % акций были переданы из Росимущества в АИЖК. 2 марта 2018 года АО «АИЖК» было переименовано в АО «ДОМ.РФ».

## «ДОМ.РФ» как оператор государственных программ

### Семейная ипотека
Программа запущена в начале 2018 года по поручению Президента РФ. «Семейная ипотека» предусматривает выдачу банками ипотеки по ставке до 6% годовых (для жителей ДФО до 5% при рождении ребенка с 1 января 2019 года по 31 декабря 2023 года). Взять льготный кредит с помощью программы могут семьи, в которых с 1 января 2018 года по 31 декабря 2023 года родился первый и последующий ребенок, или уже есть двое несовершеннолетних детей. В рамках программы доступны: покупки жилья на первичном рынке (квартира или дом от застройщика); строительство индивидуального дома; покупка земельного участка с последующим строительством на нем индивидуального дома; покупка жилья на вторичном рынке в сельском поселении на территории ДФО.
В апреле 2021 года Премьер-министр Михаил Мишустин подписал постановление о расширении условий программы «Семейная ипотека», распространив на индивидуальное жилищное строительство (ИЖС).
С марта 2023 года семьи, воспитывающие детей-инвалидов, могут получить кредит на вторичное жилье в регионах, где нет строящихся домов (по данным ЕИСЖС).
В соответствии с постановлением Правительства РФ возмещением банкам недополученных доходов по жилищным (ипотечным) кредитам (займам), выданным гражданам РФ, занимается АО «ДОМ.РФ».

### Льготная ипотека
Программа льготной ипотеки на приобретение жилья в новостройках реализуется по поручению Президента РФ с мая 2020 года в целях поддержки строительной отрасли и доступности ипотеки в условиях распространения коронавирусной инфекции и роста процентных ставок. В соответствии с постановлением Правительства РФ возмещением кредитным и иным организациям недополученных доходов по жилищным (ипотечным) кредитам (займам), выданным гражданам РФ, занимается АО «ДОМ.РФ».
В рамках программы субсидии предоставляются по всем ипотечным кредитам на приобретение квартир в новостройках с апреля 2020 по июль 2021 года. Ставка для заёмщика составляет 6,5 %, максимальная сумма ипотечного кредита — 6 млн рублей (в Москве, Санкт-Петербурге, Московской и Ленинградской областях — 12 млн рублей). Банкам компенсируются недополученные процентные доходы в размере разницы между ключевой ставкой, увеличенной на 3 п.п., и ставкой по кредиту для заёмщика в течение всего срока жизни кредита.
Условия программы менялись несколько раз. В марте 2022 года Правительство РФ повысило ставку в рамках программы льготной ипотеки с 7% до 12%. После того, как ЦБ начал снижать ключевую ставку, была снижена и ставка по льготной ипотеке, до 9%. Кроме того, программа, срок которой истекал 1 июля 2022 года, была продлена до конца года. В июне 2022 года Премьер-министр РФ Михаил Мишустин подписал постановление правительства, снижающее ставку по программе льготной ипотеки с 9% до 7%. В январе 2023 года по решению Правительства РФ программа продлена до 1 июля 2024 года, ставка ипотеки повышена с 7% до 8%.
1 июня 2022 года «Льготная ипотека» по решению Правительства РФ была распространена на ИЖС хозяйственным способом, то есть без привлечения подрядчиков. Субсидирование осуществлялось за счет средств ДОМ.РФ.

### Дальневосточная ипотека
«Дальневосточная ипотека» запущена в 2019 году по поручению Президента РФ. Программа подразумевает выдачу банками ипотеки по ставке 2% на покупку квартиры в новостройке или строительство индивидуального дома в регионах Дальневосточного федерального округа. По программе можно приобрести вторичное жилье, если оно располагается на сельских территориях, в моногородах в ДФО или на территории Магаданской области или Чукотского автономного округа. Программой могут воспользоваться молодые семьи (оба супруга не старше 35 лет); граждане не старше 35 лет, имеющие детей в возрасте до 19 лет; участники программы «Дальневосточный гектар»; граждане, переехавших в субъекты ДФО по программе повышения мобильности трудовых ресурсов; работники медицинских и образовательных организаций; вынужденные переселенцы с территорий Украины, ЛНР и ДНР.  Программа действует до 31 декабря 2030 года.

### Ипотека для ИТ-специалистов
Программа льготной ипотеки для ИТ-специалистов запущена по инициативе Президента РФ в апреле 2022 г. Выдача первых ипотечных кредитов началась в мае 2022 г. Льготная ставка по программе составляет до 5% годовых. Максимальный размер субсидируемого государством кредита для жителей регионов-миллионников – 18 млн рублей, для остальных – 9 млн рублей. Первоначальный взнос – 15%.
В конце января 2023 г. изменились правила получения «ИТ-ипотеки». Скорректированы требования и по минимальной зарплате специалистов. Этот показатель был снижен с 150 тыс. до 120 тыс. рублей в месяц (до вычета НДФЛ) в городах-миллионниках и с 100 тыс. до 70 тыс. рублей – в остальных населённых пунктах. При этом требования для специалистов, работающих в Москве, остались прежними. Их минимальная зарплата должна составлять не менее 150 тыс. рублей в месяц. Минимальный размер зарплаты может быть рассчитан не только по основному месту работы, но и в совокупности с работой по совместительству (также в аккредитованной IT-компании).

### Программа господдержки многодетных семей
В июне 2019 года Правительством РФ было приятно решение о том, что заёмщики по ипотечным жилищным кредитам (при рождении у них в период с 1 января 2019 года по 31 декабря 2022 года третьего или последующих детей) получают государственную поддержку для целей погашения задолженности по ипотечному кредиту в размере не более 450 тыс. рублей. В сентябре 2019 года ответственным за реализацию этой программы был обозначен «ДОМ.РФ». Денежные средства направляются на погашение задолженности по основному долгу (что значительно влияет на последующие суммы процентов банку), а в случае если она меньше 450 тыс. рублей, оставшаяся часть суммы может быть направлена на погашение процентов.
В январе 2023 года Правительство РФ увеличило размер субсидии для проживающих в Приморье семей с 450 тыс. до 1 млн рублей. Условием является рождение в регионе третьего ребёнка или последующих детей после 1 января 2023 года.

### Неактуальные программы

#### Программы субсидирования ставок по ипотеке на новостройки
Программа льготной ипотеки на приобретение жилья в новостройках реализуется по поручению Президента РФ с мая 2020 года в целях поддержки строительной отрасли и доступности ипотеки в условиях распространения коронавирусной инфекции и роста процентных ставок. В соответствии с постановлением Правительства РФ возмещением кредитным и иным организациям недополученных доходов по жилищным (ипотечным) кредитам (займам), выданным гражданам РФ, занимается АО «ДОМ.РФ».
В рамках программы субсидии предоставляются по всем ипотечным кредитам на приобретение квартир в новостройках с апреля 2020 по июль 2021 года. Ставка для заёмщика составляет 6,5 %, максимальная сумма ипотечного кредита — 6 млн рублей (в Москве, Санкт-Петербурге, Московской и Ленинградской областях — 12 млн рублей). Банкам компенсируются недополученные процентные доходы в размере разницы между ключевой ставкой, увеличенной на 3 п.п., и ставкой по кредиту для заёмщика в течение всего срока жизни кредита.
Изначально установленный Правительством РФ лимит компенсаций составлял 740 млрд рублей (около 247 тыс. кредитов), позже лимит был дважды увеличен на суммы в 160 млрд рублей, в августе и сентябре 2020 года. В ноябре 2020 года Президент РФ предложил продлить программу до июля 2021 года, вскоре было принято постановление правительства, новый лимит по программе составил 1,850 трлн. рублей.

#### Программа субсидирования ставок по проектам жилищного строительства — помощь застройщикам
Программа субсидирования ставок по проектам жилищного строительства была утверждена Правительством РФ в апреле 2020 года. Программа рассматривалась как мера поддержки участников строительного бизнеса ряда регионов РФ в условиях пандемии коронавируса. Согласно её условиям процентная ставка по кредитам для строительных компаний будет не выше ключевой ставки ЦБ, а недополученную разницу банку компенсирует государство. При этом компания-заемщик должна отвечать ряду требований: не находиться в состоянии банкротства, не иметь задолженности по налогам, проблемных домов, не иметь просрочек по кредиту, не сокращать штат сотрудников.
31 декабря 2020 года программа была продлена. Программа субсидирования низкомаржинальных проектов применяется только в тех субъектах Российской Федерации, в которых среднедушевые денежные доходы населения за I квартал 2020 года на 15 и более процентов ниже среднедушевых доходов населения в целом по Российской Федерации.

## Единая информационная система жилищного строительства (ЕИСЖС)
Единая информационная система жилищного строительства создана в рамках нескольких федеральных законов. Система представляет собой реестр новостроек по всей стране и обеспечивает граждан открытым доступом к проверенной государством информации о застройщиках, жилищно-строительных кооперативах и объектах строительства в динамике.
Оператор системы – АО «ДОМ.РФ»: обеспечивает создание, эксплуатацию и модернизацию системы, а также формирование и предоставление аналитической информации на основе данных, содержащихся в ней.
Правила размещения и взаимодействия субъектов информации системы, порядок взаимодействия с другими информационными системами, требования к средствам обеспечения пользования системой, а также правила обработки и хранения информации определяются Правительством РФ.
С 1 июля 2019 года привлечение средств участников долевого строительства в России возможно только с использованием счетов эскроу. Процесс перехода отрасли на использование счетов эскроу был полностью оцифрован, все взаимодействие между основными участниками рынка жилищного строительства осуществлялось через Единую систему жилищного строительства, в которой в числе прочего был настроен ежедневный мониторинг ключевых показателей реформы. В настоящее время все ключевые процессы долевого строительства выстроены через ЕИСЖС.
С помощью системы осуществляется контроль всех застройщиков и строящихся домов в Российской Федерации, а также реализуются государственные программы поддержки отрасли. В рамках системы ключевые документы отрасли переведены в машиночитаемый вид. За счёт этого сформирована база данных всех строящихся домов с привлечением средств граждан. На основе полученных данных проводится расчет достижимости показателей национального проекта «Жилье и городская среда».
Информация по всем объектам обновляется ежедневно. Созданы реестры застройщиков и жилищно-строительных кооперативов, каталог новостроек, единый реестр проблемных объектов. В онлайн-режиме обновляются аналитические интерактивные отчеты, размещённые в открытом доступе, в которых отражены основные показатели рынка жилищного строительства, ввод жилья в эксплуатацию, ипотечное кредитование, реализация квартир в строящихся домах, статистика по счетам эскроу и другие.
В ЕИСЖС реализовано информационное взаимодействие с системами Росреестра, Главгосэкспертизы, Банка России и другими. Внедрение системы стало дополнительным инструментом контроля в жилищной сфере для государственных органов, в первую очередь Минстороя.
Для граждан России запущены сервисы, в том числе сервис проверки новостроек, с помощью которого пользователь имеет возможность проверить информацию по любому строящемуся в стране дому — актуальность проектной декларации и фотографии хода строительства, полноту размещённого застройщиком комплекта документов в соответствии с законодательством, а также соблюдение застройщиком сроков ввода домов в эксплуатацию. Доступна информация о распроданности квартир и средней цене в конкретной новостройке, а также иные сведения, которые могут быть полезны при покупке строящегося жилья.
Кроме того, система стала ключевым элементом в рамках реализации государственных программ поддержки строительной отрасли России. На её базе реализованы такие программы, как льготное ипотечное кредитование под 6,5 %, «Дальневосточная ипотека» под 2 %, поддержка многодетных семей с детьми — выплата на погашение ипотечного кредита до 450 тыс. рублей, а также программа субсидирования кредитов застройщиков.
Совместно с Минцифрой России и Минстроем России институтом развития ведется активная работа по перевод государственных и сопутствующих услуг в полностью электронный вид с целью сокращения инвестиционно-строительного цикла – так на базе Дом.Рф уже запущена первая версия суперсервиса «Цифровое строительство» для развития индивидуального жилищного строительства (строим.дом.рф). При этом компанией уделяется большое внимание и реализации пилотов новых технологий в строительной отрасли, в том числе для содействия переходу на применение технологий информационного моделирования.
Суперсервис предоставляет бесшовный путь прохождения человеком всех этапов строительства с возможностью получения персональной рекомендации, выбора типового проекта дома и оптимальных условий по ипотечному кредитованию с использованием мер господдержки, что значительно ускоряет процесс строительства дома, делая его простым и экономически привлекательным для граждан.
В ДОМ.РФ реализован комплексный подход по внедрению технологий информационного моделирования: методология и нормативное правовое регулирование, обучение, а также разработка информационных систем.
Для реализации всех этих направлений в ДОМ.РФ сформирован Центр компетенций по технологиям информационного моделирования и цифровизации в жилищном строительстве, ключевыми задачами которого являются развитие ТИМ в группе компаний ДОМ.РФ и содействие внедрению технологии информационного моделирования в строительную отрасль страны.
На базе ДОМ.РФ создан технический комитет по стандартизации ТК 505, в который входят лидеры отрасли, в том числе крупные застройщики, которые участвуют в разработке стандартов.
Для поддержки застройщиков ДОМ.РФ разрабатывает предварительный национальный стандарт, который ориентирован на практику и призван помочь застройщикам в понимании какие атрибуты, какую информацию должны содержать цифровые информационные модели в зависимости от стоящих перед ними задач.
В рамках ИЦК «Строительство» на базе ЕИСЖС разработана платформа Цифровой контроль строительства (ЦКС) – единая цифровая среда для управления проектами жилищного строительства с применением технологий информационного моделирования, позволяющая формировать и вести информационные модели объектов капитального строительства, соблюдать требования законодательства и нормативных документов в части ТИМ, сокращать риски и издержки управления портфелем проектов. Платформа будет служить основой для плавного перехода застройщиков к применению ТИМ и взаимодействия с государством и банками.

## Ипотечные ценные бумаги
Привлечение инвестиций в отрасль жилищного строительства — одна из ключевых задач АО «ДОМ.РФ» как института развития.
Одним из способов обеспечить рынок ипотеки финансовыми потоками является размещение выпусков облигаций с ипотечным покрытием (ИЦБ). Развитие рынка ипотечных облигаций входит в число основных задач ДОМ.РФ и является одним из ключевых инструментов достижения национальных целей развития страны до 2030 года.
ДОМ.РФ выпускает ИЦБ с 2016 года — это однотраншевые облигации с ипотечным покрытием, исполнение обязательств по которым дополнительно обеспечивается поручительством Института развития в жилищной сфере.
Эмитентом ипотечных ценных бумаг выступает стопроцентная дочерняя компания ДОМ.РФ – ООО «ДОМ.РФ Ипотечный агент». Ипотечный агент ДОМ.РФ является крупнейшим эмитентом корпоративных облигаций в России с долей рынка 5% и занимает 98% рынка ипотечных облигаций в России.
В ипотечное покрытие ИЦБ ДОМ.РФ входят ипотечные кредиты, прошедшие проверку со стороны АО «ДОМ.РФ» на соответствие требованиям к кредитам, а также проверку специализированного депозитария на соответствие законодательству.
Размещения проводятся на программной основе, что позволяет осуществлять множество однотипных выпусков на основе единой эмиссионной документации (программы облигаций) с минимальными затратами и в короткие сроки .
Выпуск ИЦБ ДОМ.РФ позволяет ипотечному банку:
- привлечь ресурсы для выдачи новых ипотечных кредитов;
- сбалансировать срочность активов и пассивов;
- снизить кредитный и процентный риск ипотечного портфеля;
- улучшить нормативы капитала и ликвидности, установленные Банком России;
- использовать ИЦБ ДОМ.РФ для привлечения ликвидности в сделках РЕПО с Федеральным казначейством, Центральным контрагентом и с Банком России.

В целях формирования ликвидного рынка ипотечных облигаций Правительством РФ в 2019 году была утверждена «дорожная карта», разработанная при участии ДОМ.РФ, Минфина, Минэкономразвития и Банка России. Она предусматривает 14 мероприятий, в том числе совершенствование биржевой инфраструктуры, создание доступных инструментов оценки ипотечных облигаций и расширение возможностей по инвестированию в такие ценные бумаги.
Выпуски ИЦБ ДОМ.РФ включаются в Ломбардный список Банка России, а также в высоколиквидные активы при расчете нормативов ликвидности. Такие ценные бумаги доступны для приобретения всеми категориями инвесторов. Для таких институциональных инвесторов, как страховые компании и негосударственные фонды, ипотечные облигации выделены в отдельный класс инвестиций, что закреплено на уровне действующего для них регулирования. Физические лица также могут приобретать ИЦБ ДОМ.РФ.
Всего с момента запуска программы в 2016 году размещено 58 выпусков ИЦБ ДОМ.РФ объёмом 1,9 трлн рублей. В ноябре 2021 года ДОМ.РФ выпустил первые в России социальные облигации с ипотечным покрытием, а в декабре 2022 года – дебютный стране выпуск «зеленых» ипотечных облигаций.

## Облигации Дом.рф для финансирования инфраструктур
Механизм инфраструктурных облигаций разработан и запущен ДОМ.РФ в сентябре 2021 года в рамках федерального проекта «Инфраструктурного меню» Правительства РФ для поддержки экономики регионов, стимулирования жилищного строительства и создания комфортной городской среды для россиян.
Инструмент позволяет привлекать с рынка капитала частные инвестиции в строительную отрасль. Специализированное общество проектного финансирования (СОПФ), созданное ДОМ.РФ, выпускает облигации, по которым поручателем выступает ДОМ.РФ. Такие ценные бумаги обладают наивысшим кредитным качеством, соответствуют принципам социальных облигаций, которые разработаны Международной ассоциацией рынков капитала (ICMA), а также включены в сегмент «национальные проекты» сектора устойчивого развития Московской биржи. Полученные денежные средства по льготной ставке направляются в виде займов застройщикам, дочерним общества субъектов РФ, концессионерам под льготную ставку, которая обеспечивается субсидией из федерального бюджета. Срок – от 3 до 15 лет (по проектам, реализуемым на принципах ГЧП – до 30 лет), минимальная сумма – 300 млн рублей.
С помощью механизма разрешается финансировать строительство инфраструктуры как в целях жилищного строительства, так и для развития городов.  При этом проект должен соответствовать определенным критериям, установленным постановлением Правительства РФ от 31.12.2020 N 2459.
Процесс одобрения проекта выглядит следующим образом. Застройщик или субъект РФ направляет ходатайство о реализации проекта, после чего ДОМ.РФ проводит независимую экспертизу (анализ рисков, эффективности, финансовой устойчивости проекта и др.). Если экспертиза дает положительное заключение проект направляется на рассмотрение Правительственной комиссией по региональному развитию в РФ.
Механизм уже опробован в пилотных регионах: Челябинской, Тульской, Тюменской и Сахалинской областях. В декабре 2022 г. в Тюменской области введена в эксплуатацию первая очередь ЖК «Домашний» – это первый в России дом, для которого за счет инфраструктурных облигаций ДОМ.РФ были построены инженерные сети.
С помощью инфраструктурных облигаций ДОМ.РФ планируется привлечь в инфраструктуру регионов не менее 300 млрд рублей с учётом поручения Президента РФ расширить программу, удвоив объем ее финансирования.

## Арендное жилье
В 2016 году президент РФ поручил правительству совместно с органами исполнительной власти регионов и Дом.рф «обеспечить реализацию пилотных проектов по строительству жилья, включая апартаменты для коммерческого найма, в том числе с привлечением частных инвестиций». Данное поручение было принято на основании статистических показателей, говорящих о том, что 6 млн (или 10 %) семей в России проживают в арендном жилье.
К 2020 году осуществлено финансирование строительства арендных проектов общей площадью более 447 тысяч кв. метров (8,5 тысяч квартир и апартаментов). Коммерческая аренда уже сданных объектов представлена 10-ю проектами в Москве, Екатеринбурге и Воронеже суммарной площадью более 150 тыс. кв. метров.

## Вовлечение и реализация федерального имущества
Дом.рф проводит работу по вовлечению неиспользуемых федеральных земельных участков для решения вопросов социально-экономического развития регионов, таких как жилищное строительство, предоставление участков многодетным семьям, создание объектов социальной, транспортной, инженерной инфраструктур, парков, общественных пространств, технопарков, бизнес-инкубаторов.
Дом.рф выполняет функции агента Российской Федерации по вовлечению в оборот неиспользуемых федеральных земель через механизм аукционов для застройщиков.
Данная деятельность ведётся в рамках реализации Федерального закона №161 «О содействии развитию жилищного строительства».

## Жилищно-строительные кооперативы с государственной поддержкой
Осенью 2016 года в ФЗ-161 «О содействии развитию жилищного строительства» были внесены поправки, направленные на упрощение механизмов создания и деятельности жилищно-строительных кооперативов (ЖСК) с государственной поддержкой. Таким ЖСК земля под застройку предоставляется бесплатно. На переданных в безвозмездное пользование земельных участках ЖСК могут построить многоквартирные, блокированные и индивидуальные жилые дома, в зависимости от своих потребностей и характеристик земельного участка. Дом.рф не только занимается передачей земли под застройку, но и определяет надёжность подрядчика таких ЖСК.
Создавать такие кооперативы могут определённые группы граждан, прописанные в законе, а именно: молодые ученые, научные и инженерно-технические работники, научно-педагогические работники высшего образования, работники федеральных образовательных учреждений, а также федеральных учреждений здравоохранения и культуры, федеральные государственные служащие, военнослужащие и работники ОПК, сотрудники органов внутренних дел РФ, работники образовательных организаций, организаций социального обслуживания, учреждений здравоохранения и культуры (муниципальных либо находящихся в ведении субъекта Российской Федерации), а также граждане, имеющие трёх и более детей.
К началу 2021 года при участии АО «Дом.рф» в различной стадии реализации находится 117 проектов ЖСК в 46 субъектах Российской Федерации, что позволит обеспечить жильём более 10 тыс. российских семей, 24 ЖСК уже построены и заселены.

## Городская среда
Отдельное направление «Дом.рф» – реализация программ, направленных на формирование благоприятной среды для человека и общества.
Основные направления деятельности:
- разработка методических документов стратегического уровня мастер-планов, задача которых — установить комплексный подход к развитию качественной городской среды;
- разработка проектов нормативно-правовых актов, концепций, стратегий и прочих методических документов, способствующих формированию благоприятной среды;
- организация публичных мероприятий, освещение и распространение в СМИ материалов о мерах и проектах в сфере развития комфортной городской среды;
- разработка предложений по внесению изменений в действующее законодательство, обеспечивающих формирование благоприятной среды;
- реализация пилотных проектов, направленных на опытное применение разрабатываемых методических документов;
- поддержка развития ипотечного кредитования и жилищного строительства.

В рамках деятельности фонда реализуются обучающие программы и семинары в регионах РФ, разработан Стандарт комплексного развития территорий, ведётся работа по адаптации законодательной базы функционирования строительного комплекса в РФ, разработан единый для всех 1116 городов РФ инструмент для оценки качества материальной городской среды — Индекс качества городской среды, реализуются точечные проекты городского развития в отдельных регионах РФ, проводятся всероссийские архитектурные конкурсы.

## Банк Дом.рф
Банк Дом.рф — уполномоченный банк в сфере жилищного строительства в соответствии с Федеральным законом от 27.06.2019 № 151-ФЗ «О внесении изменений в Федеральный закон „Об участии в долевом строительстве многоквартирных домов и иных объектов недвижимости и о внесении изменений в некоторые законодательные акты Российской Федерации“ и отдельные законодательные акты Российской Федерации».
Единственным акционером Банка Дом.рф является Дом.рф. Банк Дом.рф осуществляет финансирование проектов жилищного строительства с использованием счетов эскроу во всех субъектах Российской Федерации.
В декабре 2020 года Аналитическое кредитное рейтинговое агентство (АКРА) повысило кредитный рейтинг Банка Дом.рф c A(RU) до уровня А+(RU), изменив прогноз на Позитивный. Повышение рейтинга объясняется изменением оценки качества кредитного портфеля, улучшением бизнес-профиля, повышением операционной эффективности банка и развитой системой риск-менеджмента.

## «Щербинский лифтостроительный завод»
АО «Щербинский лифтостроительный завод» работает с 1943 года, является крупнейшим производителем лифтового оборудования и подъемников в России и за её пределами, ставшим градообразующим для подмосковного города Щербинка.
Всего за годы работы завод выпустил более 235 тыс. лифтов, которые смонтированы на жилищных, производственных, медицинских и специальных строительных объектах.
Продукция ЩЛЗ эксплуатируется на всей территории России, а также в Болгарии, Венгрии, Польше, Словакии, Бирме, Индии, Китае, Монголии, Ираке, Сирии и на Кубе.
Лифты ЩЛЗ работают в многоквартирных домах, крупных жилых комплексах, зданиях министерств, на станциях Московского метрополитена и в различных знаковых местах страны, в том числе в Елоховском соборе, в зданиях различных министерств, на Саяно-Шушенской ГЭС, в парке «Патриот» и других.
Предприятие прошло различные этапы становления. В военные годы завод работал на поддержку обороноспособности страны. С 2019 года ЩЛЗ получил статус промышленного комплекса города Москвы и вошел в группу компаний ДОМ.РФ. С этого момента на предприятии начался активный процесс модернизации.
В 2020 году объем лифтового производства с момента открытия завода превысил 220 000 единиц продукции, а доля ЩЛЗ на рынке производства лифтового оборудования в России составила почти 25%. Завод провел ребрендинг, модернизировал производство, внешний облик завода обрел современный экстерьер.
ЩЛЗ является обладателем сразу двух уникальных рекордов России: наибольшее время работы семейной пары (100 лет) на одном предприятии и наибольшее количество работников, проработавших 50 и более лет на одном предприятии. В настоящий момент на заводе трудятся представители 34 рабочих династий.

## ДОМ.РФ Девелопмент
Федеральный застройщик полного цикла со 100% государственным участием. Входит в группу ДОМ.РФ. Реализует проекты с использованием специализированных счетов эскроу, что гарантирует прозрачность действий застройщика и безопасность приобретения квартир.

## Консультационный центр Спроси.дом.рф
Весной 2020 года с целью работы по информированию граждан о действующих мерах государственной поддержки в вопросах приобретения жилья, а также развитию финансовой грамотности населения был создан Консультационный центр Дом.рф.
Основными направлениями работы Консультационного центра Дом.рф являются:
- информационно-сервисный портал спроси.дом.рф;
- контактный центр (бесплатная горячая линия);
- сотрудничество с федеральными и региональными порталами госуслуг, информирование граждан о мерах государственной поддержки в вопросах приобретения жилья через МФЦ.

На интернет-портале спроси.дом.рф размещена информация о программах государственной поддержки в жилищной сфере, программах льготного ипотечного кредитования, аренде жилья, социальных выплатах, купле-продаже и эксплуатации недвижимости.
Гражданам доступен ряд сервисов, с помощью которых они могут ознакомиться с полным спектром мер государственно поддержки в жилищной сфере, проверить статус рассмотрения заявления на участие в программах, произвести оценку недвижимости, записаться на просмотр арендного дома, получить инструкцию по оформлению документов.
Бесплатная горячая линия осуществляет консультирование граждан в круглосуточном режиме по вопросам улучшения жилищных условий. Консультационный центр в партнёрстве с федеральными организациями и ведомствами (Банк России, Минфин России, Пенсионный фонд РФ, Минцифры России и др.) проводит работу по повышению финансовой грамотности и информированию граждан о действующих мерах государственной поддержки в жилищной сфере через федеральный и региональный порталы госуслуг.

## Рейтинги
- Рейтинговое агентство АКРА присвоило в 2017 году АО «Дом.рф» рейтинговую оценку AAA(RU) со стабильным прогнозом. Рейтинг ежегодно подтверждается (2018-2025)[55].
- Рейтинговое агентство «Эксперт РА» присвоило в 2018 году АО «Дом.рф» рейтинговую оценку ruAAA со стабильным прогнозом, рейтинг ежегодно подтверждается (2019-2025). Кроме того, в 2023 году компании был присвоен ESG-рейтинг ESG-II(a) со стабильным прогнозом[56].

## Руководство
- Плутник Александр Альбертович (апрель 2015 — 28 января 2020)[57],
- Мутко Виталий Леонтьевич (с 28 января 2020)[58].

## Награды
- 2023 — Почетная грамота Правительства Российской Федерации — за значительный вклад в выполнение задач по содействию развитию и повышению эффективности управления в жилищной сфере[59]